# Кудрявцев, Сергей Викторович (футболист)
Сергей Викторович Кудрявцев (26 ноября 1980) — российский футболист, нападающий.
Воспитанник владимирского футбола. Во втором дивизионе России играл за клубы «Торпедо» Владимир (1998—1999), «Светотехника» Саранск (2000—2001), «Знамя Труда» Орехово-Зуево (2003); в основном выходил на замену или был заменён. В 2002 году выступал в первенстве КФК за «Локомотив-НН». В сентябре — октябре 2004 провёл 8 неполных матчей в чемпионате Белоруссии за «Славию» Мозырь. С 2005 года на профессиональном уровне не выступал, только во второй половине октября 2008 сыграл три матча за «Знамя Труда».